# Кубок Албанії з футболу 2009—2010
Кубок Албанії з футболу 2009–2010 — 58-й розіграш кубкового футбольного турніру в Албанії. Титул вдруге здобула Беса.

## Календар
| Раунд                   | Дата                          | Матчі | Клуби   |
| ----------------------- | ----------------------------- | ----- | ------- |
| Перший попередній раунд | 23 вересня 2009               | 8     | 44 → 36 |
| Другий попередній раунд | 30 вересня 2009               | 4     | 36 → 32 |
| 1/16 фіналу             | 21 жовтня/4-11 листопада 2009 | 32    | 32 → 16 |
| 1/8 фіналу              | 25 листопада/9 грудня 2009    | 16    | 16 → 8  |
| 1/4 фіналу              | 10 лютого - 17 березня 2010   | 8     | 8 → 4   |
| 1/2 фіналу              | 23 березня/7 квітня 2010      | 4     | 4 → 2   |
| Фінал                   | 9 травня 2010                 | 1     | 2 → 1   |

## Перший попередній раунд
| Команда 1                | Рахунок | Команда 2            |
| ------------------------ | ------- | -------------------- |
| 23 вересня 2009          |         |                      |
| Нафтерарі (Кучова) (3)   | 0:1     | Члірімі Фієрі (3)    |
| Адріатіку (Мамурраш) (3) | 2:0     | Корабі Пешкопія (3)  |
| Ерзені (3)               | 2:4     | Ілірія (3)           |
| Лузі 2008 (3)            | 2:0     | Парпарімі Кукесі (3) |
| Вльора (3)               | 2:1     | Калькира (3)         |
| Томорі (Берат) (3)       | 2:0     | Перметі (3)          |
| Домосдова Прреньяс (3)   | 2:1     | Малікі (3)           |
| Дельвіна (3)             | 5:0     | Хімара (3)           |

## Другий попередній раунд
| Команда 1                | Рахунок | Команда 2              |
| ------------------------ | ------- | ---------------------- |
| 30 вересня 2009          |         |                        |
| Лузі 2008 (3)            | 2:1     | Члірімі Фієрі (3)      |
| Адріатіку (Мамурраш) (3) | 2:1     | Ілірія (3)             |
| Вльора (3)               | 5:3     | Дельвіна (3)           |
| Томорі (Берат) (3)       | 4:1     | Домосдова Прреньяс (3) |

## 1/16 фіналу
| Команда 1                   | Заг.  | Команда 2        | 1-й матч | 2-й матч |
| --------------------------- | ----- | ---------------- | -------- | -------- |
| 21 жовтня/4 листопада 2009  |       |                  |          |          |
| Лузі 2008 (3)               | 3:4   | Тирана           | 3:1      | 0:3      |
| Адріатіку (Мамурраш) (3)    | 2:5   | Динамо (Тирана)  | 2:3      | 0:2      |
| Мемаляй (2)                 | 1:4   | Шкумбіні         | 1:2      | 0:2      |
| Поградеці (2)               | 2:4   | Беса             | 2:3      | 0:1      |
| Сопоті (2)                  | 1:8   | Кастріоті        | 0:4      | 1:4      |
| Турбіна (2)                 | 1:3   | Бюліс (Балш) (2) | 1:0      | 0:3      |
| Буррель (2)                 | 1:3   | Люшня (2)        | 0:0      | 1:3      |
| Вльора (3)                  | 0:4   | Теута            | 0:3      | 0:1      |
| Грамші (2)                  | 0:3   | Фламуртарі       | 0:3      | 0:0      |
| Білішт Спорті (2)           | 3:8   | Аполонія         | 3:1      | 0:7      |
| Скрапарі (2)                | 10:12 | Скендербеу       | 5:3      | 5:9      |
| Люфтерарі (2)               | 2:7   | Грамоці          | 1:3      | 1:4      |
| Камза (2)                   | 2:1   | Ельбасані (2)    | 2:1      | 0:0      |
| Томорі (Берат) (3)          | 1:9   | Влазнія          | 0:4      | 1:5      |
| 21 жовтня/11 листопада 2009 |       |                  |          |          |
| Беселіджа (2)               | 2:6   | Лачі             | 1:2      | 1:4      |
| Ада (2)                     | 1:2   | Партизані (2)    | 0:0      | 1:2      |

## 1/8 фіналу
| Команда 1                  | Заг.    | Команда 2       | 1-й матч | 2-й матч |
| -------------------------- | ------- | --------------- | -------- | -------- |
| 25 листопада/9 грудня 2009 |         |                 |          |          |
| Партизані (2)              | 1:3     | Теута           | 1:1      | 0:2      |
| Бюліс (Балш) (2)           | 2:3     | Динамо (Тирана) | 1:0      | 1:3      |
| Люшня (2)                  | 3:4     | Тирана          | 2:2      | 1:2      |
| Камза (2)                  | 3:5     | Влазнія         | 1:3      | 2:2      |
| Грамоці                    | 2:1     | Фламуртарі      | 1:0      | 1:1      |
| Скендербеу                 | 2:2 (ч) | Аполонія        | 1:0      | 1:2      |
| Кастріоті                  | 1:2     | Шкумбіні        | 1:1      | 0:1      |
| Лачі                       | 1:2     | Беса            | 0:1      | 1:1      |

## 1/4 фіналу
| Команда 1                 | Заг.    | Команда 2       | 1-й матч | 2-й матч |
| ------------------------- | ------- | --------------- | -------- | -------- |
| 10/24 лютого 2010         |         |                 |          |          |
| Беса                      | 4:4 (ч) | Тирана          | 2:0      | 2:4      |
| 10 лютого/16 березня 2010 |         |                 |          |          |
| Скендербеу                | 0:4     | Влазнія         | 0:0      | 0:4      |
| 24 лютого/16 березня 2010 |         |                 |          |          |
| Шкумбіні                  | 3:1     | Динамо (Тирана) | 2:1      | 1:0      |
| 2/17 березня 2010         |         |                 |          |          |
| Грамоці                   | 1:1 (ч) | Теута           | 1:1      | 0:0      |

## 1/2 фіналу
| Команда 1                | Заг. | Команда 2 | 1-й матч | 2-й матч |
| ------------------------ | ---- | --------- | -------- | -------- |
| 23 березня/7 квітня 2010 |      |           |          |          |
| Беса                     | 2:1  | Шкумбіні  | 1:1      | 1:0      |
| Теута                    | 1:2  | Влазнія   | 1:0      | 0:2      |

## Фінал
| 9 травня 2010 21:40 (UTC+2) |

| Беса                | 2:1 дч   | Влазнія   |
| ------------------- | -------- | --------- |
| Арапі 85' Дембі 98' | Протокол | Балай 63' |

| Кемаль Стафа, Тирана Глядачів: 10 000 Арбітр: Дарко Чеферін |